# Anna Moner
Anna Moner (Vila-real, la Plana Baixa, 1967), llicenciada en història de l'art, és artista plàstica, escriptora i comunicadora. Des del 1987 forma equip artístic amb Sebastià Carratalà (la Vilavella, la Plana Baixa, 1965).

## Anna Moner iSebastià Carratalà, artistes
Han dut a terme nombroses exposicions personals, entre les quals caldria destacar "La llum i la fenedura" (Torre dels Ducs de Medinaceli, Fundació Baleària, el Verger, la Marina Alta, 2019), "La pell ferida" (La Casa del Cable, Espai d'art, Xàbia, 2019 / Seu d'Intersindical Valenciana, València, 2019), “Els cossos agredits” (Casa de la Cultura, l'Alcúdia, 2018 / Museu de Xàbia, Xàbia, 2017 / CCOM Centre Cultural Ovidi Montllor, Alcoi, 2017 / MUMA, Alzira, 2016 / Octubre Centre de Cultura Contemporània, València, 2016 / Centre Cultural Mario Monreal, Sagunt, 2016 / El Convent espai d'art, Vila-real, 2015), “La pell ferida” (Espai Mariola Nos, Vinaròs, 2016), “Escena” (Galeria Pictograma, Castelló de la Plana, 2010), “El perfil de la memòria” (Galeria Pictograma, Castelló de la Plana, 2000 / Antiga església de Beneixida, la Ribera Alta, 1999), “La mirada de la torre” (Sala El Castillo, Requena, 1998), “Paisatge de paret” (Galeria Octubre, Universitat Jaume I, Castelló de la Plana, 1996 / Galeria Edgar Neville, Alfafar, 1996), “Moner-Carratalà” (École d'Architecture, Bordeus, França, 1994), “Moner-Carratalà” (Zoo Galerie, Nantes, França, 1992), “Moner-Carratalà” (École d'Architecture, Nantes, França, 1992), “Moner-Carratalà” (Galeria Del Barco, Sevilla, 1992), “Moner-Carratalà” (Mercado Antiguo, Requena, 1991), “Fragments/Unitats” (Espai ANCA, València, 1991). A més, cal esmentar les performances “El temps i l'espai interior” (Facultat de Belles Arts, València, 1987), “L'espai tancat” (Galeria Pictograma, Castelló de la Plana, 1987), “Tensions” (Sala de la Cooperativa, La Pobla Tornesa, 1987) i “L'espai viu” (II Fira Alternativa, Parc Ribalta, Castelló de la Plana, 1987).
També han participat en exposicions col·lectives com ara "Espais d'art" (Centre Cultural Fundació Bancaixa, València, 2018), "80 Caràcters" (Col·legi Major Rector Peset, Universitat de València, 2017), “Mnemòsines. Artistes contra l'oblit” (Museu de Belles Arts, Castelló de la Plana, 2016), “XI Biennal de Pintura Ciutat de Benicarló” (MUCBE, 2014), “Jocs Florals a Cavanilles” (Sala del Jardí Botànic, Universitat de València, 2005), “Homenatge a Tàpies” (Sala Thesaurus, La Nau, Universitat de València, 2003), “Paisaje, arte, naturaleza” (Fundación Germán Sánchez Ruipérez, Peñaranda de Bracamonte, Salamanca, 2001), “Reivindicació ambiental” (Seu UGT PaísValencià,València), “Ciutat assetjada” (Campus de Tarongers, Universitat de València, 1999), “Des de la imatge” (Sala Parpalló, Centre Cultural la Beneficència, València, 1997), “6 + 4” (Casa dels Mundina, Vila-real, 1996), “10 anys” (Galeria Pictograma, Castelló de la Plana, 1995), “Espai d'artistes joves” (Museu d'Art Modern, Ceret, França, 1994), “Mayte Vieta, Moner-Carratalà, Chema de Luelmo” (Galeria Visor, València, 1994), “39 Salon de Montrouge” (Centre Culturel et Artistique de Montrouge, París, 1994), “Livres-objet et Papiers de Photographes” (Galeria Isabelle Bongard, París, 1993), “Jeune Peinture” (Grand Palais, París, 1993).
Han escrit conjuntament textos sobre art per a catàlegs d'exposicions i revistes com ara Cimal Arte Internacional, Ars Mediterranea, Serra d'Or i Mètode, entre d'altres. Són coautors de l'obra teatral La morta enamorada, estrenada el 2010 al Gran Teatre d'Alzira i el 2011 al Teatro Alcázar de Madrid en la versió en castellà.

## Anna Moner, escriptora
Ha publicat els relats La Venus i el lliri i Les finestres de l'ànima (tots dos Premi de Relats de Dones, Ajuntament de Castelló de la Plana, 2006 i 2010), L'obsessió de Balthazar Hurley (Fundació Bromera, 2014), La Casa del Rellotge (Fundació Bromera, 2016), El diari de Briseida (Fundació Bromera, 2018), El fotògraf de les Columbretes (Bromera, 2019) i La rialla de la Hiena (Fundació Bromera, 2024), a més d'altres en diverses antologies.
Així mateix, ha publicat les novel·les Les mans de la deixebla (Bromera, 2011), El retorn de l'Hongarès (Bromera, 2015), La mirada de vidre (Bromera, 2019) i La por de la bèstia (Amsterdam, 2023). També, l'assaig Gabinet de curiositats (Pruna, 2015). A més, col·labora en mitjans com ara Diari La Veu, Lletraferit, El Temps de les Arts, El món d'ahir, Túria i Levante-EMV, i ha dirigit programes literaris a la ràdio d'À Punt Mèdia.
És membre de l'AELC (Associació d'Escriptors en Llengua Catalana) i d'El Pont Cooperativa de Lletres. Ha sigut ambaixadora de la Lectura (GVA i Fundació FULL) i coordinadora de l'Institut d'Humanitats i Patrimoni de la Institució Alfons el Magnànim.

## Publicacions
Novel·la
- Les mans de la deixebla, Bromera, Alzira, 2011
- El retorn de l'Hongarès, Bromera, Alzira, 2015
- La mirada de vidre, Bromera, Alzira, 2019
- La por de la bèstia, Amsterdam, Barcelona, 2023

Assaig
- Gabinet de curiositats, Pruna Llibres, 2015

Narrativa curta
- "La Venus i el lliri", Premi de relats de dones, Ajuntament de Castelló de la Plana, 2006
- "Les finestres de l'ànima", Premi de relats de dones, Ajuntament de Castelló de la Plana, 2010
- "La Casa de la Sirena",[8] Escriure el país, Universitat d'Alacant i El País, 2012 / Onada, Benicarló, 2015
- "Pell de nacre", Sexduïts, Bromera, Alzira, 2014
- L'obsessió de Balthazar Hurley, Fundació Bromera per al foment de la lectura, Alzira, 2014
- "Maestoso, rallentando", Noves dames del crim, Llibres del Delicte, Barcelona, 2015 [Audiorelat: https://soundcloud.com/enveualtacat/046-maestoso-rallentando, EnVeuAlta, Barcelona, 2017]
- "El falconer de les rimes", 2 de 10, Escola Valenciana, València, 2015
- La Casa del Rellotge, Fundació Bromera per al foment de la lectura, Alzira, 2016
- "Ginia Stephen", Entre dones, Balandra, València, 2016
- "L'ocell",[9] Escriptors cienciaferits, Mètode, Universitat de València, València, 2016. Traduït al polonès a la revista literària Nowa Dekada Krakowska (Krakowska Fundacja Literatury, Cracòvia, Polònia, 2017), monogràfic dedicat a la narrativa breu catalana.
- "La dona ocell",[10] Paper de vidre, Barcelona, 2016. Traduït al polonès a la revista literària Nowa Dekada Krakowska (Krakowska Fundacja Literatury, Cracòvia, Polònia, 2017), monogràfic dedicat a la narrativa breu catalana.
- "Ma féroce amie", Lletracremats, El Temps, València, 2017[11]
- El diari de Briseida, Fundació Bromera per al foment de la lectura, Alzira, 2018
- "L'atracció de l'abisme", Angoixa, CEIC Alfons el Vell, Gandia, 2018
- "Confessions del Minotaure", Assassins valencians, Llibres del Delicte, Barcelona, 2019
- El fotògraf de les Columbretes, Bromera, Alzira, 2019
- La rialla de la Hiena, Fundació Bromera per al foment de la lectura, Alzira, 2024

## Exposicions individuals[calcitació]
- Paisatge de paret, Galeria Edgar Neville, Alfafar (l'Horta), 1996
- La mirada de la torre, Sala El Castillo, Requena, 1998
- El perfil de la memòria, Beneixida (la Ribera Alta) 1999
- Els cossos agredits, El Convent espai d'art, Vila-real, 2015
- Els cossos agredits, CCOM Centre Cultural Ovidi Montllor, Alcoi, 2017
- Els cossos agredits, Casa de Cultura, l'Alcúdia, 2018

## Premis i distincions
- 2024: Premi a la Millor novel·la del Festival València Negra, per La por de la bèstia[12]
- 2024: Premi a l'Excel·lència literària de l'A.C. Tirant lo Groc i l'Ajuntament de Vila-real[13][14]
- 2018: XXX Premi de novel·la Ciutat d'Alzira, per La mirada de vidre[15]

- 2016: Premi de la Crítica dels Escriptors Valencians, al millor assaig, per Gabinet de curiositats[16]
- 2015: Dracs de Sant Jordi de Catalunya Ràdio i Núvol, per El retorn de l'Hongarès[17]
- 2015: Premi Túria, a la millor contribució literària, per El retorn de l'Hongarés[18]
- 2014: Premi Alfons el Magnànim, per El retorn de l'Hongarés
- 2010: Premi Enric Valor de novel·la de la Diputació d'Alacant, per Les mans de la deixebla
- 2010: Premi de relats de dones, Ajuntament de Castelló de la Plana, per Les finestres de l'ànima
- 2006: Premi de relats de dones, Ajuntament de Castelló de la Plana, per La Venus i el lliri